# Підмихайлівська сільська рада (Калуський район)
Підмиха́йлівська сільська́ ра́да — адміністративно-територіальна одиниця та орган місцевого самоврядування в Калуському районі Івано-Франківської області. Адміністративний центр — село Підмихайля.

## Загальні відомості
- Територія ради: 36,32 км²
- Населення ради: 5349 осіб (станом на 2001 рік)
- Територією ради протікає річка Лімниця

## Населені пункти
Сільській раді підпорядковані населені пункти:
- с. Підмихайля
- с. Бережниця

## Історія
Утворена 8 лютого 1940 року Калуським райвиконкомом шляхом поділу дотогочасної гміни Підмихайля.
| В роки радянської влади головою Підмихайлівської сільської ради були призначені: - Семаньків Михайло Гнатович -1939-1941 і 1945-1949 - Мельник Іван Степанович -1949-1953 - Штогрин Афанасій Дмитрович 1953-1955 - Семаньків Михайло Юркович - 1955-1957 - Томащик Йосиф Васильович -1957-1959 - Завадецький Харитон Васильович -1960-1963 Після об’єднання сільських рад сіл Підмихайля та Бережниця: - Петрів Василь Юстинович -1963-1965 - Завадецький Харитон Васильович - 1965-1970 - Габчак Галина Іванівна -1970-1987 - Галій Тарас Васильович - 1988-1990 З 1990 року голова сільради обирався: - Галій Тарас Васильович - 1990-1991 - Томащик Василь Михайлович -1991-1992 - Гулима Ярослав Михайлович - травень-серпень 1992 - Прокопів Ярослав Андрійович -1992-2002 - Литвак Михайло Іванович - 2002-2005 - Олевич Галина Миколаївна - січень 2005-го - квітень 2006-го - Кінаш Петро Йосипович - 2006-2010 - Кубрак Ігор Васильович - 2010-2015 |

Сільрада ліквідована 9 серпня 2018 року шляхом приєднання до Новицької сільської громади.

## Склад ради
Рада складається з 14 депутатів та голови.
- Голова ради: Мазур Богдан Васильович
- Секретар ради:

### Керівний склад попередніх скликань
| Прізвище, ім'я, по батькові | Основні відомості                                                 | Дата обрання | Дата звільнення |
| --------------------------- | ----------------------------------------------------------------- | ------------ | --------------- |
| Кінаш Петро Йосипович       | Сільський голова, 1956 року народження                            | 26.03.2006   | 31.10.2010      |
| Кубрак Ігор Васильович      | Сільський голова, 1956 року народження, безпартійний              | 31.10.2010   | 01.01.2014      |
| Мазур Богдан Васильович     | Сільський голова, 1957 року народження, освіта вища, безпартійний | 25.10.2015   |                 |

Примітка: таблиця складена за даними сайту Верховної Ради України та ЦВК

### Депутати VII скликання
За результатами місцевих виборів 2015 року депутатами ради стали:

#### За суб'єктами висування
| Суб'єкт висування                                   | Кількість обраних депутатів | %     |
| --------------------------------------------------- | --------------------------- | ----- |
| Самовисування                                       | 13                          | 92.86 |
| Політична партія Всеукраїнське об'єднання «Свобода» | 1                           | 7.14  |

#### За округами
| № округу | Прізвище, ім'я, по батькові | Ким висунуто                                        | Дата нар.  | Освіта              | Партійна приналежність                                    | Відомості                                               |
| -------- | --------------------------- | --------------------------------------------------- | ---------- | ------------------- | --------------------------------------------------------- | ------------------------------------------------------- |
| 1        | Прокопів Василь Іванович    | Самовисування                                       | 26.12.1982 | вища                | безпартійний                                              | Підмихайлівська школа мистецтв, викладач музики         |
| 2        | Посацький Юрій Миколайович  | Самовисування                                       | 18.04.1995 | вища                | безпартійний                                              | Не працює, студент                                      |
| 3        | Ключук Галина Василівна     | Самовисування                                       | 06.02.1982 | вища                | безпартійна                                               | Підмихайлівська ЗОШ, вчитель                            |
| 4        | Манелюк Петро Миколайович   | Самовисування                                       | 25.06.1981 | вища                | безпартійний                                              | ПП «Манелюка Петра Миколайовича», приватний підприємець |
| 5        | Ліщинський Роман Михайлович | Самовисування                                       | 02.09.1982 | загальна середня    | безпартійний                                              | Тимчасово не працює                                     |
| 6        | Петрів Михайло Михайлович   | політична партія Всеукраїнське об'єднання «Свобода» | 21.07.1976 | вища                | член політичної партії Всеукраїнське об'єднання «Свобода» | «Хлорвініл» ІТР., старший майстер                       |
| 7        | Бойко Ольга Йосипівна       | Самовисування                                       | 15.06.1971 | професійно-технічна | безпартійна                                               | Тимчасово не працює                                     |
| 8        | Бойко Ганна Михайлівна      | Самовисування                                       | 21.07.1970 | професійно-технічна | безпартійна                                               | ЛВЧД-6, провідник Парку відстою                         |
| 9        | Мазур Христина Михайлівна   | Самовисування                                       | 01.11.1973 | вища                | безпартійна                                               | Підмихайлівська школа мистецтв, викладач музики         |
| 10       | Юрків Василь Петрович       | Самовисування                                       | 20.03.1966 | вища                | безпартійний                                              | Підмихайлівська ЗОШ, вчитель                            |
| 11       | Галій Андрій Богданович     | Самовисування                                       | 16.10.1976 | загальна середня    | безпартійний                                              | Приватний підприємець                                   |
| 12       | Якимович Іван Степанович    | Самовисування                                       | 01.04.1970 | професійно-технічна | безпартійний                                              | Приватний підприємець                                   |
| 13       | Курник Петро Андрійович     | Самовисування                                       | 01.07.1960 | професійно-технічна | безпартійний                                              | Приватний підприємець                                   |
| 14       | Базюк Марія Василівна       | Самовисування                                       | 08.06.1959 | вища                | безпартійна                                               | Пенсіонер                                               |